# Wat Chalong

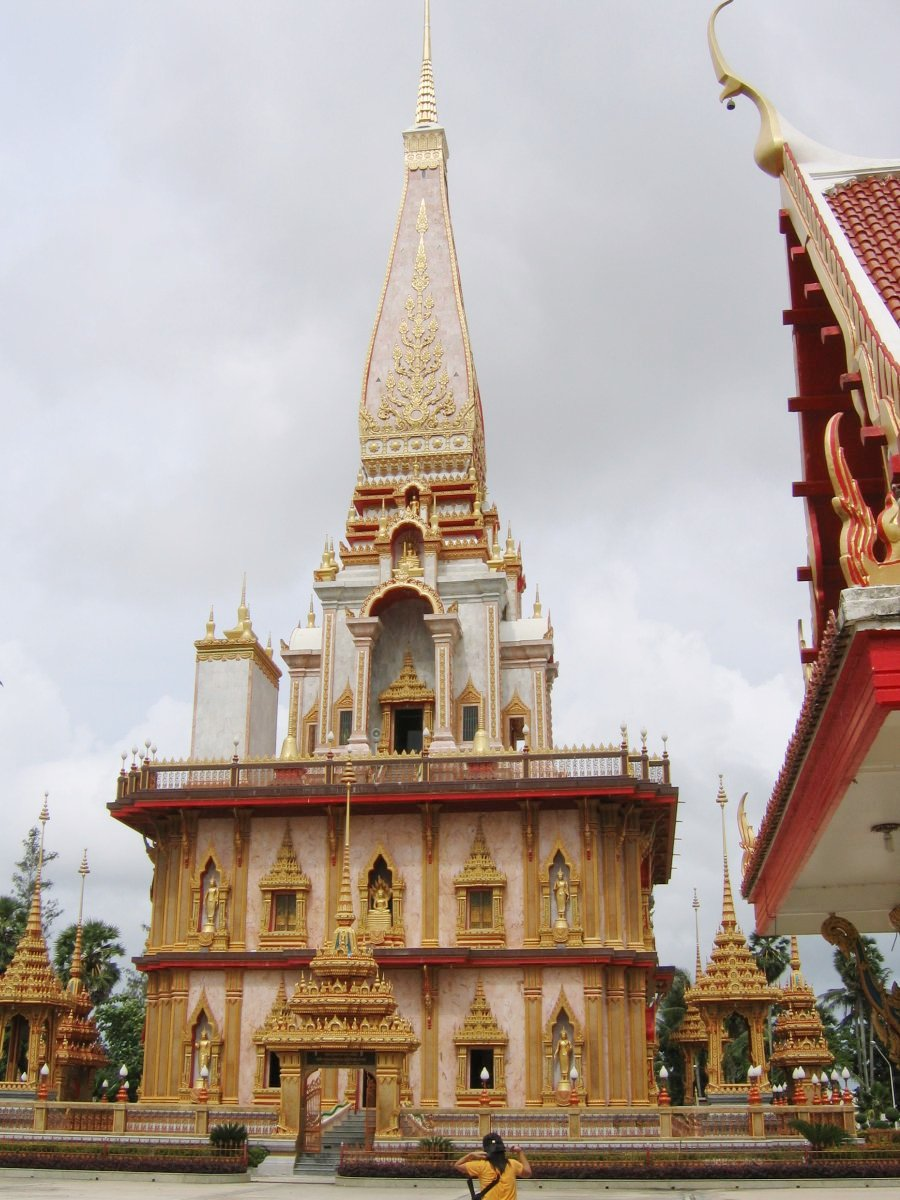
Kiến trúc đặc sắc nhất của Wat Chalong

Wat Chalong (tiếng Thái:วัดไชยธาราราม). Nằm trong số 29 ngôi đền khá quan trọng của tỉnh Phuket. Wat Chalong trở thành điểm tham quan không thể thiếu khi mọi người đến Phukhet. Luang Pho Chaem (หลวงพ่อแช่ม) và Luang Pho Chuang (หลวงพ่อช่วง), là hai bức tượng Phật xem là đặc sắc nhất của chùa được xây dựng từ năm 1279.